# Kamenz (distrito)
Kamenz foi um distrito (kreis ou landkreis) da Alemanha localizado na região de Dresden, no estado da Saxônia.

## História
O distrito de Kamenz foi incorporados ao distrito de Bautzen a partir de 1 de agosto de 2008.